# Jan van Delen

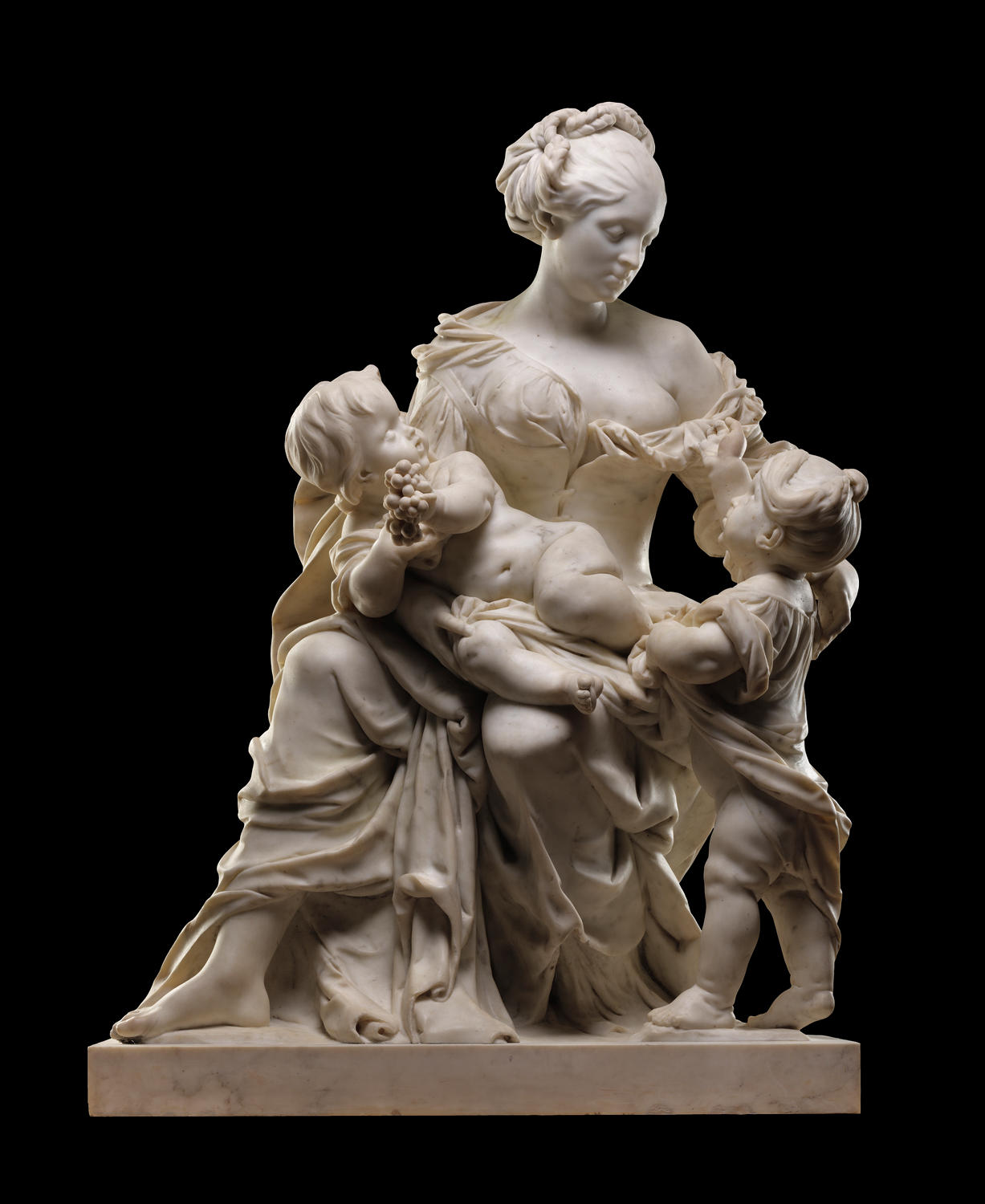
Caritas door Jan Van Delen (collectie Koning Boudewijnstichting).

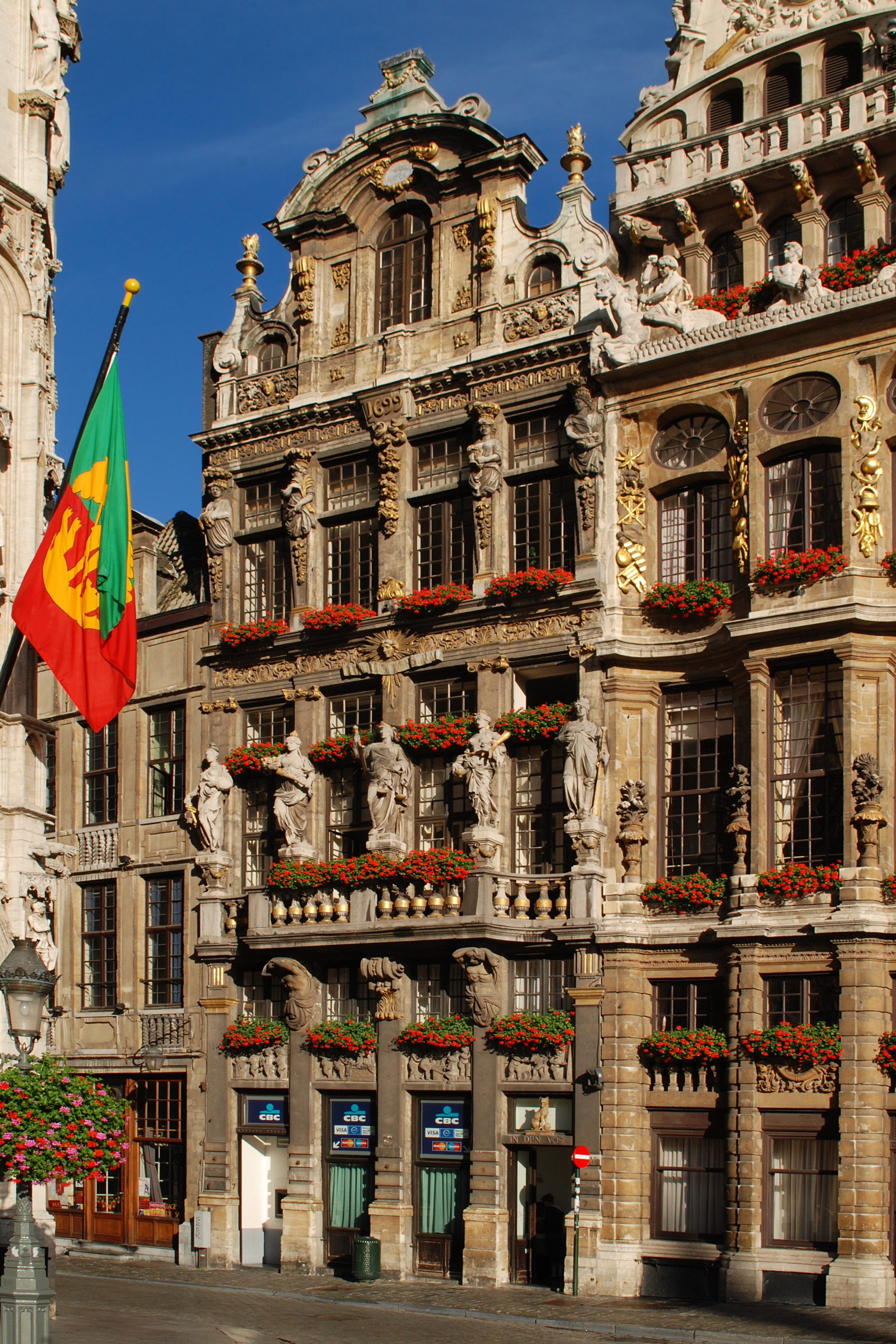
Huis In den Vos

Jan van Delen  (Brussel, ca. 1635 – aldaar, 12 maart 1703) was een Brabants beeldhouwer en architect. Hij nam deel aan de heropbouw van de Grote Markt van Brussel.

## Levensloop
Hij was een zoon van Hendrik van Delen, valkenier aan het hof van de landvoogden. Hij ging in de leer bij de Mechelse beeldhouwer Lucas Faydherbe en vertrok daarna naar het buitenland. Van Delen werkte onder meer in Holland, Duitsland en vooral Italië. Na zijn terugkeer kreeg hij omwille van zijn talent kosteloos het poorterschap van zijn geboortestad (21 juni 1664). Hetzelfde jaar werd hij er meester bij het ambacht van de Vier Gekroonden (beeldhouwers). In 1666 trouwde hij met de dochter van zijn voormalige leermeester Faydherbe. Hij werd in 1675 hofbeeldhouwer van koning Karel II van Spanje en stierf in 1703.

## Realisaties (selectie)
- Kramershuis In den Vos op de Grote Markt (Brussel). Zijn exacte aandeel valt niet meer te achterhalen. De rekeningen vermelden hem naast collega's Cornelis van Nerven en Marc de Vos (en steenhouwer P. Simon).
- Praalgraf van de familie Jacques d'Ennetières in de Kathedraal van Sint-Michiel en Sint-Goedele
- Allegorieën van de Waarheid en de Barmhartigheid in de Ursulakapel van de Onze-Lieve-Vrouw-ter-Zavelkerk
- Praalgraf van Karel van Hovyne, hoofdvoorzitter van de Geheime Raad, in de Kapellekerk
- Hoofdaltaar van de kloosterkerk van Terbank (afgebroken rond 1787)
- Portretbuste van Johan Willem, keurvorst van de Palts

## Herontdekking van een meesterwerk
Tot het fijnste overgeleverde werk van Jan van Delen behoort zijn bijdrage aan het grafmonument van graaf Lamoraal van Thurn en Taxis in de Onze-Lieve-Vrouw-ter-Zavelkerk: twee beeldengroepen die de Waarheid en de Barmhartigheid (Caritas - zie afbeelding) voorstellen. Rond 1795 nam de Franse bezetter het Geloof (van Gabriël Grupello) en de Barmhartigheid als oorlogsbuit mee. Bij de algemene teruggave in 1815 bleek de Barmhartigheid verdwenen, tot het beeld bijna twee eeuwen later geïdentificeerd werd in de hal van een appartement in Parijs. De Koning Boudewijnstichting betaalde 450.000 € om het werk aan te kopen op een veiling bij Christie's. Anno 2024 is het opnieuw te zien in de Onze-Lieve-Vrouw-ter-Zavelkerk.

## Voetnoten
1. ↑  Jan Caluwaerts, Poorters van Brussel, vol. II, 1601-1695, Leuven, 2005, blz. 85: "Jan van Delen, geboren Brussel, fs. Hendrick. Hij verklaart dat sijnen vader Hendrick van Delen over de vijffentwintich jaeren is geweest inden dienst van t'Hoff als valckenier vande gouverneurs van dese landen, hebbende den verthoonder hem van joncx aff ende nu ontrent de twintich jaeren altijt geëxerceert inde const van beldtsnijderije soo binnen dese stadt Brussele, Hollandt, Duytslandt ende meestendeel in Italien als op andere plaetsen."

- Gemeinsame Normdatei: 1029567115
- RKD-Nederlands Instituut voor Kunstgeschiedenis: 119044
- Virtual International Authority File: 128912021